# Dal (stacja kolejowa)
Dal – stacja kolejowa w gminie Eidsvoll, w regionie Hordaland w Norwegii, jest oddalona od Oslo Sentralstasjon o 57,20 km. 

## Położenie
Należy do linii Hovedbanen. Leży na wysokości 152,4 m n.p.m.

## Ruch pasażerski
Leży na linii Hovedbanen. Jest elementem  kolei aglomeracyjnej w Oslo. Na stacji kończą bieg pociągi linii 440.  Stacja obsługuje Oslo Sentralstasjon, Drammen, Asker, Lillestrøm i Skøyen.
| Numer | Stacja początkowa | stacja końcowa |
| ----- | ----------------- | -------------- |
| 440   | Skien             | Dal            |

Pociągi linii 440 odjeżdżają co godzinę; od Asker jadą trasą Askerbanen a między Oslo a Lillestrøm jadą trasą Gardermobanen.

## Obsługa pasażerów
Poczekalnia, parking na 60 miejsc, parking dla rowerów, telefon publiczny, przystanek autobusowy. Przystosowany do obsługi pasażerów niepełnosprawnych.